# 23 mai en sport
23 avril 23 juin
Chronologies thématiques
- Croisades
- Ferroviaires
- Disney

Le 23 mai (143e jour de l'année ou 144e en cas d'année bissextile) en sport.

## Événements

### XXesièclede1901à1950
- 1942 :
  - (Athlétisme) : Cornelius Warmerdam porte le record du monde du saut à la perche à 4,77 mètres.

### XXesièclede1951à2000
- 1954 :
  - (Football) :
    - (Coupe de France) : l'OGC Nice remporte la Coupe de France en s'imposant 2-1 en finale face à l'Olympique de Marseille.
    - (Match amical) : six mois après leur victoire 6-3 à Wembley, les Hongrois battent à nouveau l'Angleterre à Budapest et confortent leur statut de favori pour la Coupe du Monde à venir, le score est cette fois de 7-1. À ce jour, la plus grosse défaite jamais concédée par l'Angleterre.

  - (Rugby à XV) : le FC Grenoble remporte le Championnat de France de rugby en s'imposant 5-3 en finale face à l'US Cognac.
- 1963 :
  - (Football) : l'AS Monaco remporte la Coupe de France en s'imposant 2-0 en finale à rejouer face à l'Olympique lyonnais.
- 1964 :
  - (Formule 1) : Grand Prix automobile des Pays-Bas.
- 1965 :
  - (Rugby à XV) : le SU Agen remporte le Championnat de France de rugby en s'imposant 15-8 en finale face au CA Brive.
- 1968 :
  - (Football) : le Milan AC remporte la Coupe d'Europe des vainqueurs de coupe en s'imposant 2-0 en finale face au Hambourg SV.
- 1971 :
  - (Formule 1) : Grand Prix automobile de Monaco.
- 1973 :
  - (Football) : Liverpool FC remporte la Coupe UEFA en s'imposant en finale face au Borussia Mönchengladbach.
- 1976 :
  - (Rugby à XV) : le SU Agen remporte le Championnat de France de rugby en s'imposant 13-10 en finale face à l'AS Béziers.
- 1977 :
  - (Football) : la veille du départs de l'équipe de France de football pour le mondial argentin, Michel Hidalgo est victime d'une tentative d'enlèvement!
- 1979 :
  - (Football) : le Borussia Mönchengladbach remporte la Coupe UEFA en s'imposant en finale face à l'Étoile rouge Belgrade.
- 1981 :
  - (Rugby à XV) : l'AS Béziers remporte le Championnat de France de rugby en s'imposant 22-13 en finale face au Stade bagnérais.
- 1982 :
  - (Formule 1) : Grand Prix automobile de Monaco.
- 1984 :
  - (Football) : Tottenham Hotspur remporte la Coupe UEFA en s'imposant aux tirs au but en finale face au RSC Anderlecht.
- 1990 :
  - (Football) : le Milan AC remporte la Coupe des clubs champions européens en s'imposant 1-0 en finale face au Benfica Lisbonne.
- 1993 :
  - (Formule 1) : Grand Prix automobile de Monaco.

### XXIesiècle
- 2001 :
  - (Football) : le Bayern Munich remporte la Ligue des champions en s'imposant aux tirs au but en finale face à Valence CF.
- 2003 :
  - (Poker) : Chris Moneymaker devient le premier joueur de l'histoire à remporter les World Series of Poker en s'étant qualifié sur via un site internet. Il remporte 2,5 millions d'euros. Sam Fahra et Dan Harrington le suivent respectivement à la deuxième et à la troisième place.
- 2004 :
  - (Formule 1) : Grand Prix automobile de Monaco.
  - (Rugby à XV) : les London Wasps remportent la Coupe d'Europe en s'imposant 27-20 en finale face au Stade toulousain.
- 2007 :
  - (Football) : le Milan AC remporte la Ligue des champions de l'UEFA face à Liverpool sur le score de 2 buts à 1.
- 2010 :
  - (Hockey sur glace) : la République tchèque s'impose 2 buts à 1 face à la Russie lors de la finale du Championnat du monde se déroulant en Allemagne.
  - (Tennis) : début de la 109e édition du tournoi de Roland Garros
- 2015 :
  - (Cyclisme sur route /Tour d'Italie) : le Biélorusse Vasil Kiryienka remporte la 14e étape, un contre-la-montre de 59,4 kilomètres. L'Espagnol Alberto Contador endosse à nouveau le maillot rose.
  - (Football /Ligue 1) : en s’imposant à Lorient (0-1), Monaco termine à la 3e de Ligue 1 et disputera le tour préliminaire de la Ligue des champions. L’OM termine sa saison par une victoire à domicile contre Bastia 3-0 et conserve sa 4e place, qualificative pour la Ligue Europa. En s'imposant 2-1 contre Guingamp, Saint Étienne reste 5e et jouera un tour préliminaire de Ligue Europa la saison prochaine.
- 2017 :
  - (Cyclisme sur route /Giro) : sur la 16e étape du Tour d'Italie 2017, victoire de l'Italien Vincenzo Nibali, le Néerlandais Tom Dumoulin conserve le maillot rose mais réduit son avance.
- 2021 :
  - (Compétition automobile /Formule 1) : sur le Grand Prix automobile de Monaco disputé sur le circuit de Monaco, le Monégasque Charles Leclerc qui avait réussi la Pole position est contraint à l'abandon,  laissant l'emplacement vide. Le Néerlandais Max Verstappen l'emporte devant l'Espagnol Carlos Sainz Jr. et le Britannique Lando Norris.
  - (Cyclisme sur route /Tour d'Italie) : sur la 15e étape du Tour d'Italie qui se déroule entre Grado et Gorizia, sur une distance de 146 km, victoire du Belge Victor Campenaerts. Le Colombien Egan Bernal conserve le maillot rose.
  - (Football /Ligue 1) : le LOSC devient Champion de France 2021, le PSG est second, Monaco complète le podium et ils seront engagés en Ligue des champions 2022. Lyon, Marseille et Rennes seront en Ligue Europa 2022. Nîmes et Dijon sont relégués en Ligue 2 2022 tandis que Nantes jouera les matchs de barrage contre  Toulouse.
  - (Golf /Majeur) : sur la 103e édition de la USPGA qui se déroule sur le parcours de Kiawah Island aux États-Unis, victoire de l'Américain Phil Mickelson qui devient à 50 ans le vainqueur d'un Majeur le plus âgé de l'histoire[1].
  - (Natation sportive /Championnats d'Europe) : sur la 12e journée des championnats d'Europe de natation, chez les hommes, sur le 50m nage libre, victoire du Finlandais Ari-Pekka Liukkonen, sur le 100m papillon, victoire du Hongrois Kristóf Milák, sur 400m 4 nages, victoire du Russe Ilya Borodin et sur le relais 4×100m 4 nages, victoire des Britanniques Luke Greenbank, Adam Peaty, James Guy et Duncan Scott. Chez les femmes, sur le 50m papillon, victoire de la Néerlandaise Ranomi Kromowidjojo, sur le 50m brasse, victoire de l'Italienne Benedetta Pilato, sur le 200m dos, victoire de l'Italienne Margherita Panziera, sur le 400m nage libre, victoire de l'Italienne Simona Quadarella et sur le relais 4×100m 4 nages, victoire des Britanniques Kathleen Dawson, Molly Renshaw, Laura Kathleen Stephens et Anna Hopkin.

## Naissances

### XIXesiècle
- 1867 :
  - John Exley, rameur américain. Champion olympique du huit aux Jeux de Paris 1900 puis aux Jeux de Saint-Louis 1904. († 27 juillet 1938).
- 1871 :
  - Saint-George Ashe, rameur britannique. Médaillé d'argent du skiff aux Jeux de Paris 1900. († 24 juillet 1922).
- 1882 :
  - William Halpenny, athlète de sauts canadien. Médaillé de bronze de la perche aux Jeux de Stockholm 1912. († 10 février 1960).
- 1883 :
  - Alphonse Massé, joueur de rugby à XV français. (7 sélections en équipe de France). († 10 juin 1953).
- 1888 :
  - Zack Wheat, joueur de baseball américain. († 11 mars 1972).
- 1895 :
  - Paul Baron, footballeur puis entraîneur français. (1 sélection en équipe de France). Sélectionneur de l'équipe d'Haïti de 1953 à 1954 puis de l'équipe de Grèce de 1959 à 1960. († 5 novembre 1973).

### XXesièclede1901à1950
- 1911 :
  - Lou Brouillard, boxeur canadien. Champion du monde poids welters de boxe de 1931 à 1932 puis champion du monde poids moyens de boxe en 1933. († 14 septembre 1984).
  - Betty Nuthall, joueuse de tennis britannique. Victorieuse de l'U.S. Open de tennis 1930. († 8 novembre 1983).
- 1918 :
  - Denis Compton, joueur de cricket et footballeur anglais. (78 sélections en test cricket). († 23 avril 1997).
  - Frank Mancuso, joueur de baseball américain. († 4 août 2007).
- 1931 :
  - John Kennedy, cycliste sur route britannique. († 13 juillet 1989).
- 1932 :
  - Dino Sani, footballeur puis entraîneur brésilien. Champion du monde de football 1958. Vainqueur de la Coupe des clubs champions 1963. (15 sélections en équipe nationale). Sélectionneur de l'équipe du Qatar de 1989 à 1990.
- 1933 :
  - Jean-Louis Lagadec, footballeur français. († 3 octobre 2012).
  - Hubert Parot, cavalier de saut d'obstacles français. Champion olympique du saut d'obstacles par équipe aux Jeux de Montréal 1976. († 15 janvier 2015).
- 1940 :
  - Gérard Larrousse, pilote de course automobile d'endurance français. Vainqueur des 24 Heures du Mans 1973 et 1974.
- 1942 :
  - José Pastoriza, footballeur puis entraîneur argentin. Vainqueur de la Copa Libertadores 1972. (18 sélections en équipe nationale). Sélectionneur de l'équipe du Salvador de 1995 à 1996 et de l'équipe du Venezuela  de 1998 à 2000. († 2 août 2004).
- 1944 :
  - John Newcombe, joueur de tennis australien. Vainqueur des tournois de Wimbledon 1967, 1970, 1971, des US Open 1967 et 1973, des Open d'Australie 1973 et 1975, des Coupe Davis 1965, 1966, 1967, 1973.
- 1946 :
  - David Graham, golfeur australien. Vainqueur de l'US PGA 1979 et l'US Open 1981.
- 1950 :
  - Jacques Accambray, athlète de lancer de marteau et dirigeant sportif français. Président de la FFFA de 1985 à 1996.
  - Wolfgang Brinkmann, cavalier de saut d'obstacles allemand. Champion olympique du saut d'obstacles par équipe aux Jeux de Séoul 1988.
  - Bruce Hay, joueur de rugby à XV puis entraîneur écossais. (23 sélections en équipe nationale). († 30 septembre 2007).

### XXesièclede1951à2000
- 1952 :
  - Valeri Tchaplyguine, cycliste sur route soviétique puis russe. Champion olympique des 100 km contre-la-montre par équipes aux Jeux de Montréal 1976. Champion du monde de cyclisme sur route des 100 km contre-la-montre par équipes 1977.
- 1953 :
  - Enzo Trossero, footballeur et entraîneur argentin. Vainqueur de la Copa Libertadores 1984. (30 sélections en équipe nationale).
- 1954 :
  - Marvin Hagler, boxeur américain. Champion du monde poids moyens de boxe du 27 septembre 1980 au 6 avril 1987 († 13 mars 2021).
- 1956 :
  - Mark Shaw, joueur de rugby à XV puis entraîneur néo-zélandais. (69 sélections en équipe nationale).
  - Buck Showalter, dirigeant sportif de baseball américain.
- 1958 :
  - Frank Jelinski, pilote de course automobile d'ulgareendurance allemand.
- 1960 :
  - Asen Zlatev, haltérophile bulgare. Champion olympique des -75kg aux Jeux de Moscou 1980. Champion du monde d'haltérophilie des -75kg 1980, des 82,5kg 1982 et 1986.
- 1961 :
  - Daniele Massaro, footballeur italien. Champion du monde de football 1982. Vainqueur des Coupe des clubs champions 1990 et 1994. (15 sélections en équipe nationale).
- 1965 :
  - Manuel Sanchís Hontiyuelo, footballeur espagnol. Vainqueur des Coupe UEFA 1985 et 1986 puis des Ligue des champions 1998 et 2000. (48 sélections en équipe nationale).
- 1966 :
  - Gary Roberts, hockeyeur sur glace canadien.
- 1967 :
  - Didier Cottaz, pilote de course automobile d'endurance français.
- 1968 :
  - Hernán Medford, footballeur puis entraîneur costaricien. (89 sélections en équipe nationale). Sélectionneur de l'équipe du Costa Rica de 2006 à 2008.
- 1970 :
  - Bryan Herta, pilote de courses automobile américain.
- 1972 :
  - Rubens Barrichello, pilote de F1 brésilien. (11 victoires en Grand Prix).
  - Isabelle Fijalkowski, basketteuse française. Médaillée d'argent des championnats d'Europe de basket-ball 1993 et 1999 puis championne d'Europe de basket-ball 2001. Victorieuse des Euroligue féminine 1997 et 2002. (204 sélections en équipe de France).
  - Kevin Ullyett, joueur de tennis zimbabwéen.
- 1973 :
  - Richard Hill, joueur de rugby à XV anglais. Champion du monde de rugby à XV 2003. Vainqueur des Tournois des Six Nations 2000 et 2001 puis du Grand Chelem 2003. (71 sélections en équipe nationale).
- 1974 :
  - Yann Guichard, navigateur français.
- 1976 :
  - Ricardinho, footballeur brésilien. Champion du monde de football 2002. (24 sélections en équipe nationale).
- 1977 :
  - Bakari Hendrix, basketteur américain.
  - Ilia Kulik, patineur artistique russe. Champion olympique messieurs aux Jeux de Nagano 1998. Champion d'Europe de patinage artistique messieurs 1995.
  - Thierry Rupert, basketteur français. Vainqueur de la Coupe Korać 2000. (35 sélections en équipe de France). († 10 février 2013).
- 1978 :
  - Jonathan Jäger, footballeur français.
- 1979 :
  - Brian Campbell, hockeyeur sur glace canadien.
  - Ryan Nicholas, joueur de rugby à XV australien et japonais. (35 sélections avec l'équipe du Japon).
- 1980 :
  - Nicolas Mas, joueur de rugby à XV français. Vainqueur du Tournoi des six nations 2007 et du Grand Chelem 2010. (78 sélections en équipe de France).
- 1981 :
  - Shelley Rudman, skeletoneuse britannique. Médaillée d'argent aux Jeux de Turin 2006. Championne du monde de skeleton 2013. Championne d'Europe de skeleton 2009 et 2011.
- 1983 :
  - Franck Béria, footballeur français.
  - Curtis McElhinney, hockeyeur sur glace canadien.
  - Silvio Proto, footballeur belge. (13 sélections en équipe nationale).
  - Kevin Stuhr Ellegaard, footballeur danois.
- 1984 :
  - Hugo Almeida, footballeur portugais. (57 sélections en équipe nationale).
- 1985 :
  - Teymuraz Gabashvili, joueur de tennis russe.
  - Yaroslav Lemyk, basketteur ukrainien.
- 1986 :
  - Rita Liliom, volleyeuse hongroise. (85 sélections en équipe nationale).
  - Jordan Zimmermann, joueur de baseball américain.
- 1987 :
  - Morgan Lagravière, navigateur français.
- 1988 :
  - Kévin Campion, athlète de marches athlétiques français.
  - Courtney Fortson, basketteur américain.
  - Angelo Ogbonna, footballeur italien. (13 sélections en équipe nationale).
- 1989 :
  - Jessica Clémençon, basketteuse française.
  - Jeffery Taylor, basketteur américano-suédois.
- 1990 :
  - Ricardo dos Santos, surfeur brésilien. († 20 janvier 2015).
  - Daniel Evans, joueur de tennis britannique. Vainqueur de la Coupe Davis 2015.
  - Nicolas Rossard, volleyeur français. Champion d'Europe de volley-ball masculin 2015. (35 sélections en équipe de France).
- 1992 :
  - Juvonte Reddic, basketteur américain.
- 1993 :
  - Eseosa Aigbogun, footballeuse suisse. (84 sélections en équipe nationale).
- 1994 :
  - Philipp Wiesinger, footballeur autrichien. (1 sélection en équipe nationale).
- 1995 :
  - Joseph Choong, pentathlonnien britannique. Champion olympique aux Jeux de Tokyo 2020. Champion du monde de pentathlon moderne en individuel 2022 et 2023. Champion d'Europe de pentathlon moderne par équipes 2019 et 2023.
  - Younès Kaabouni, footballeur franco-marocain.
  - Lorenzo Rota, cycliste sur route italien.
- 1996 :
  - Justin Johnson, basketteur américain.
  - Lukáš Sadílek, footballeur tchèque.
  - Çağlar Söyüncü, footballeur turc. (53 sélections en équipe nationale).
- 1997 :
  - Cassandre Beaugrand, triathlète française. Médaillée de bronze du relais mixte aux Jeux de Tokyo 2020 puis championne olympique en individuel aux Jeux de Paris 2024. Championne du monde de triathlon en relais mixte 2018, 2019, 2020 et 2022, du sprint 2023. Championne d'Europe de triathlon en relais mixte 2018 et 2022.
  - Pedro Chirivella, footballeur espagnol.
  - Joseph Gomez, footballeur anglais. (11 sélections en équipe nationale).
  - Daichi Hayashi, footballeur japonais.
  - Max Kilman, footballeur et joueur de futsal anglais ainsi qu'ukrainien. (25 sélections avec l'équipe de futsal).
- 1998 :
  - Salwa Eid Naser, athlète de sprint bahreïnienne. Championne du monde d'athlétisme du 400m 2019. Championne d'Asie d'athlétisme du 400 m 2018 puis du 200m, 400m, du relais 4×400m et relais 4×400m mixte 2019.
  - Sérgio Sette Câmara, pilote de Formule-E brésilien.
  - Berat Özdemir, footballeur turc.
- 1999 :
  - Natnael Tesfatsion, cycliste sur route érythréen. Vainqueur des Tours du Rwanda 2020 et 2022.
- 2000 :
  - Jaxson Hayes, basketteur américain.
  - Mahé Mauriat, volleyeuse française. (48 sélections en équipe de France).
  - Israel Reyes, footballeur mexicain.

### XXIesiècle
- 2001 :
  - Albert Grønbæk, footballeur danois.
  - Ozziel Herrera, footballeur mexicain.
- 2003 :
  - Lee Young-jun, footballeur sud-coréen.
- 2005 :
  - David Mella, footballeur espagnol.
- 2006 :
  - Paul Argney, footballeur français.

## Décès

### XXesièclede1901à1950
- 1919 :
  - Gilles Hourgières, 49 ans, pilote de course automobile français. (° 12 mai 1870).
- 1940 :
  - Piero Toscani, 35 ans, boxeur italien. Champion olympique des poids moyens. (° 28 juillet 1904).
- 1943 :
  - Milutin Ivković, 37 ans, footballeur yougoslave. (39 sélections en équipe nationale). (° 1er mars 1906).
  - Adolf Urban, 29 ans, footballeur allemand. (21 sélections en équipe nationale). (° 9 janvier 1914).
- 1944 :
  - Thomas Curtis, 73 ans, athlète de haies américain. Champion olympique du 110 m haies aux Jeux d'Athènes 1896. (° 9 janvier 1873).

### XXesièclede1951à2000
- 1995 :
  - Ross Flood, 84 ans, lutteur américain spécialiste de la lutte libre. Médaillé d'argent des poids coqs aux Jeux olympiques d'été de 1936. (° 28 décembre 1910).
  - Gavriil Kachalin, 84 ans, footballeur puis entraîneur soviétique puis russe. Sélectionneur de l'équipe de l'Union soviétique. Champion olympique aux Jeux de Melbourne 1956. Champion d'Europe de football 1960. (° 4 janvier 1911).
  - Arkadi Roudakov, 48 ans, joueur de hockey sur glace soviétique. (° 19 décembre 1946).
- 1996 :
  - Bernhard Klodt, 69 ans, footballeur allemand. Champion du monde de football 1954. (19 sélections en équipe nationale). (° 26 octobre 1926).

### XXIesiècle
- 2001 :
  - Leamon King, 65 ans, athlète américain. Champion olympique du relais 4 × 100 mètres aux Jeux de Melbourne en 1956. (° 13 février 1936).
- 2002 :
  - Sam Snead, 89 ans, golfeur américain. Vainqueur des tournois de la PGA Championship 1942, 1949, 1951, de l'Open britannique 1946 des Masters 1949, 1952 et 1954. (° 27 mai 1912).
  - Louis Junquas, 81 ans, joueur de rugby à XV français. (13 sélections en équipe de France). (° 11 septembre 1920).
  - Herbert Ulrich, 80 ans, joueur de hockey sur glace germano-autricho-tchécoslovaque. (° 14 septembre 1921).
- 2005 :
  - Sígfrid Gràcia, 73 ans, footballeur espagnol. (10 sélections en équipe nationale). (° 27 mars 1932).
- 2006 :
  - Ray Cale, 83 ans, joueur de rugby à XIII et à XV gallois. (7 sélections en équipe nationale). (° 18 juillet 1922).
  - Kazimierz Górski, 85 ans, footballeur puis entraîneur polonais. (1 sélection en équipe nationale). (° 2 mars 1921).
  - Milan Damjanović, 62 ans, footballeur serbe. Finaliste du Championnat d'Europe 1968. (7 sélection en équipe nationale). (° 15 octobre 1943).
- 2008 :
  - Heinrich Kwiatkowski, 81 ans, footballeur allemand. Vainqueur de la Coupe du monde de 1954. (4 sélections en équipe nationale). (° 16 juillet 1926).
- 2011 :
  - Xavier Tondo, 32 ans, cycliste sur route espagnol. Vainqueur du Tour du Portugal 2007. (° 5 novembre 1978).
- 2013 :
  - Flynn Robinson, 72 ans, basketteur américain. (° 28 avril 1941).
- 2014 :
  - Joel Camargo, 67 ans, footballeur brésilien. Champion du monde de football 1970. (27 sélections en équipe nationale). (° 18 septembre 1946).
- 2015 :
  - Ali Raymi, 42 ans, boxeur yéménite. (° 7 décembre 1973).
- 2017 :
  - Stefano Farina, 54 ans, arbitre de football italien. (° 19 septembre 1962).
  - Cortez Kennedy, 48 ans, joueur de baseball américain. (° 23 août 1968).
- 2018 :
  - Michel Archambault, 67 ans, joueur de hockey sur glace canadien. (° 27 septembre 1950)
  - Daniel Robin, 74 ans, lutteur et joueur de rugby à XV français. Champion du monde de lutte libre en 1967 et de lutte gréco-romaine en 1968. Médaillé d'argent dans la catégorie des moins de 78 kg en lutte libre et en lutte gréco-romaine aux Jeux olympiques de 1968. (° 31 mai 1943).
  - László Tábori, 86 ans, athlète demi-fond hongrois puis américain. (° 6 juillet 1931).